# Santa Maria del Pianto (Molfetta)
A Santa Maria del Pianto, ismertebb nevén chiesa della morte, azaz a halál temploma Molfetta történelmi városközpontjának egyik jelentős temploma.

## Története
A templomot a ciszterciek építették, Santa Maria del Principe néven a 17. század elején. Mai nevét 1614-ben kapta, amikor a Halál Testvérisége nevű katolikus társaság vette át, amely a szegények és hontalanok temetésének rendezését vállalta fel. 1743-ig ebben az óvárosi templomban székeltek, majd ezt követően a városfalakon kívül megépült Santa Maria Consolatrice degli Afflitti-templomba költöztek át. Az elhagyatott kis templomot a 20. század első éveiben újították fel. Napjainkban kiállításoknak és kulturális rendezvényeknek ad otthont.